# Godzilla (film 1998)
Godzilla – amerykański film monster movie z 1998 roku w reżyserii Rolanda Emmericha. Amerykańska wersja japońskiej serii filmów o serii filmów o Godzilli.

## Fabuła
W latach 50. XX wieku na atolu Mururoa Francuzi przeprowadzają kolejną próbę nuklearną. Jaja złożone przez legwany ulegają napromieniowaniu. Czterdzieści lat później tajemnicza istota atakuje japoński statek. Z katastrofy uchodzi z życiem jeden z rybaków. Na miejsce wojskowi przywieźli doktora Niko Tatopoulosa, który ma wyjaśnić przyczyny tego zdarzenia. Zdaniem naukowca, ślady wskazują na obecność dużego, nieznanego gada. Okazuje się, że mutant zmierza w stronę Nowego Jorku.

## Obsada
- Matthew Broderick – dr Niko „Nick” Tatopoulos
- Jean Reno – Philippe Roaché
- Maria Pitillo – Audrey Timmonds
- Hank Azaria – Victor „Zwierzak” Palotti
- Kevin Dunn – pułkownik Hicks
- Arabella Field – Lucy Palotti
- Vicki Lewis – dr Elsie Chapman
- Masaya Katō – japoński członek załogi
- Michael Lerner – burmistrz Ebert
- Harry Shearer – Charles Caiman
- Doug Savant – sierżant O'Neal
- Malcolm Danare – dr Mendel Craven
- Lorry Goldman – Gene, asystent burmistrza
- Christian Aubert – Jean-Luc

i inni.

## Odbiór filmu
Godzilla nie zdobył sobie przychylności fanów Godzilli. Przedstawiony w filmie potwór nie miał tego charakteru i osobowości, co japoński oryginał. W przeciwieństwie do tradycyjnego potwora, będącego w rzeczywistości mężczyzną w kostiumie, Godzilla z 1998 roku jest całkowicie wygenerowany komputerowo i niezbyt przypomina wyglądem japoński oryginał. Również krytycy negatywnie ocenili film; serwis Rotten Tomatoes przyznał mu wynik 15%, czyli „zgniły”.

Godzilla z tego filmu, nazywany jest Zilla lub Gino (Godzilla in Name Only), pojawił się także w japońskim filmie z Godzillą Godzilla: Final Wars. Tym razem potwór (Zilla) zaatakował Sydney, potem został z łatwością pokonany przez Godzillę.

## Odniesienia w kulturze popularnej
- W odcinku specjalnym Mystery Science Theater 3000 pt. 2nd Annual Summer Blockbuster Review Crow T. Robot z powodu praw autorskich jest wielokrotnie wyciszany chcąc wspomnieć film. W końcu sfrustrowany tym, że nie może zrecenzować filmu, tworzy własną wersję filmu używając pluszowego legwana w roli Godzilli[6].
- W skeczu Robot Chicken pt. Godzilla Remade Again Roland Emmerich i Dean Devlin decydują zrobić jeszcze gorszy remake własnej interpretacji Godzilli[7].
- Fin Fang Foom w Iron Man: Armored Adventures jest częściowo wzorowany na Godzilli z tego filmu[8].